# الأسباب المعدية المسببة للسرطان

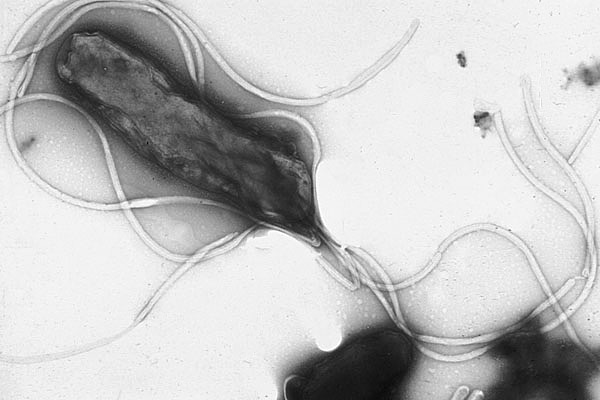
هيليكوباكتر بيلوري

تقدر نسبة الإصابة بالسرطان بسبب الأمراض المعدية في جميع  أنحاء العالم  16.1%. الالتهابات الفيروسية تسبب خطر سرطان عنق الرحم، و80% من سرطانات الكبد، وتسبب 15-20% من أنواع السرطان الأخرى. هذه النسبة تختلف في مناطق مختلفة من العالم من 32.7% في أفريقيا جنوب الصحراء الكبرى إلى 3.3% في أستراليا ونيوزيلندا. عادة ما تتسبب الفيروسات  في حدوث السرطان ولكن توجد بعض البكتيريا والطفيليات التي يكون لها تأثير أيضا.
يسمى الفيروس الذي يمكن أن يتسبب في السرطان بـ الفيروس المسرطن. وتشمل هذه فيروسات الورم الحليمي البشري (سرطان عنق الرحم)، فيروس إبشتاين بار (مرض الخلايا الليمفاوية البائية والسرطان الأنفي البلعومي)، والهيربس يسبب ورم العظام الخبيث كابوسي (ساركوما كابوزي والأورام اللمفاوية الأولية)، التهاب الكبد (ب) وفيروس التهاب الكبد الوبائي (سرطانات الكبد)، وفيروس خلايا ت المناعية المرسطن اللوكيميا -1 (ابيضاض الخلايا التائية). العدوى البكتيرية قد تزيد أيضًا من خطر الإصابة بالسرطان، كما يتضح من سرطان المعدة المرتبط بهيليكوباكتر بيلوري. تشمل الإصابات الطفيلية المرتبطة بشدة بالسرطان: البلهارسيا الدموية (سرطان الخلايا الحرشفية في المثانة) وديدان الكبد.

## العدوى والسرطان والوفيات في العالم المتقدم
تعد العدوى رابع أهم عامل خطر للوفيات الناجمة عن السرطان في العالم المتقدم، حيث تتسبب في حوالي 10٪ من وفيات السرطان (انظر الوقاية من السرطان)، وتأتي بعد التبغ (~ 30٪ من السرطانات)، والنظام الغذائي (~ 30٪) والبدانة (~ 15٪). يسبب السرطان 22.5 ٪ من الوفيات في الولايات المتحدة،  بحيث يبدو أن حوالي 2 ٪ من الوفيات في الولايات المتحدة ترجع إلى أنواع السرطان التي تسببها العدوى. ويقارن ذلك بالوفيات الناجمة عن الأنفلونزا والالتهاب الرئوي، والتي تسبب 2.1 ٪ من الوفيات في الولايات المتحدة. 

## أهمية الأسباب المعدية لوفيات السرطان في جميع أنحاء العالم
على مستوى العالم في عام 2015، كانت الأسباب الأكثر شيوعًا لوفاة السرطان هي سرطان الرئة (1.6 مليون حالة وفاة)، وسرطان الكبد (745000 حالة وفاة)، وسرطان المعدة (723000 حالة وفاة). يرجع سرطان الرئة بشكل كبير إلى أسباب غير معدية، مثل دخان التبغ. ومع ذلك، فإن سرطان الكبد والمعدة يرجع في المقام الأول إلى أسباب معدية. سبب سرطان الكبد إلى حد كبير فيروس التهاب الكبد B الوبائي (HBV) بالإضافة إلى فيروس الالتهاب الكبدي الوبائي (HBC) وسرطان المعدة هو إلى حد كبير بسبب البكتريا الحلزونية. في جميع أنحاء العالم، يقدر عدد الأشخاص المصابين بالعدوى بفيروس التهاب الكبد «بي» و / أو HCV بنحو 325 مليون. أكثر من نصف سكان العالم مستعمر بكتيريا الحلزونية البوابية، ويقدر أن المرضى الإيجابيين للبكتيريا الحلزونية لديهم خطر بنسبة 1-2٪ للإصابة بسرطان المعدة القاصي.

## أضرار الحمض النووي وعدم استقرار الجينوم بسبب العدوى
ويبدو أن تلف الحمض النووي   وعدم الاستقرار الجيني هما السببان الأساسيان للسرطان المتقطع (غير العائلي). في حين أن العدوى لها العديد من التأثيرات، فإن الكائنات المعدية التي تزيد من خطر الإصابة بالسرطان تكون في كثير من الأحيان مصدراً لأضرار الحمض النووي أو عدم الاستقرار الجينومي، كما هو موضح أدناه بالنسبة للفيروسات والبكتيريا المسرطنة.

## الفيروسات المسرطنة الشائعة
في البلدان الغربية المتقدمة، فيروس الورم الحليمي البشري وفيروس التهاب الكبد بي (HBV) وفيروس التهاب الكبد الوبائي سي (HCV) هي الفيروسات المحفزة الأكثر شيوعا للسرطان.

### فيروس الورم الحليمي البشري
في جميع أنحاء العالم، يسبب فيروس الورم الحليمي البشري ثاني أكبر نسبة من السرطانات المرتبطة بالعدوى أو 5.2% من عبء السرطان العالمي.
في الولايات المتحدة، يسبب فيروس الورم الحليمي البشري معظم سرطانات عنق الرحم، وكذلك بعض أنواع سرطان المهبل والفرج والقضيب والشرج والمستقيم والبلعوم الفموي (سرطانات مؤخرة الحلق، بما في ذلك قاعدة اللسان واللوزتين).  في كل عام في الولايات المتحدة، توجد حوالي 39800 حالة جديدة من السرطان في أجزاء من الجسم حيث يوجد فيروس الورم الحليمي البشري في كثير من الأحيان. يسبب فيروس الورم الحليمي البشري حوالي 31500 من هذه السرطانات. 
كما استعرضت من قبل مونجير وآخرون. هناك حوالي 200 نوع من هذا الفيروس.

### فيروس التهاب الكبد B وفيروس التهاب الكبد الوبائي سي
سرطان الكبد المرتبط بفيروس التهاب الكبد هو مصدر قلق صحي خطير. يعزى سرطان الكبد في الولايات المتحدة في المقام الأول إلى ثلاثة عوامل رئيسية: فيروس التهاب الكبد C (HCV) (22 ٪)، وفيروس التهاب الكبد B (HBV) (12 ٪) واستخدام الكحول (47 ٪). في عام 2017 سيكون هناك حوالي 71010 حالات جديدة من سرطان الكبد في الولايات المتحدة.  في جميع أنحاء العالم، فإن وفيات سرطان الكبد غالباً ما تكون بسبب فيروس الالتهاب الكبدي الوبائي B (HBV) (33 ٪)، أقل في كثير من الأحيان بسبب فيروس التهاب الكبد الوبائي (HCV) (21 ٪)، ولا يزال في كثير من الأحيان بسبب تعاطي الكحول (30 ٪). [18] سرطان الكبد في جميع أنحاء العالم هو السبب الرابع الأكثر شيوعا لوفيات السرطان، مما تسبب في 9 ٪ من جميع وفيات السرطان (مجموع الوفيات بسرطان الكبد في عام 2015 هو 810500)، ويأتي، في تردد، بعد سرطان الرئة وسرطان القولون والمستقيم والمعدة.
كما راجع تاكيدا وزملاؤه،  فيروس HCV و HBV يتسببان في تلف الحمض النووي وعدم الاستقرار الجيني بواسطة عدد من الآليات. يسبب التهاب الكبد الوبائي، وخاصة HCV ، التهابًا مزمنًا في الكبد، مما يزيد من تكوين أنواع الأكسجين التفاعلية (ROS). يتفاعل الأكسجين التفاعلي مباشرة مع الحمض النووي، مسببا أنواعا متعددة من أضرار الحمض النووي (يوصف 26 ضرر من الحمض النووي الناتج عن الأكسجين التفاعلي من قبل يو وآخرون.) ويبدو أيضا أن الالتهاب المزمن الناجم عن العدوى بفيروس التهاب الكبد سي HCV يؤدي إلى زيادة الحث على التنشيط. ويخلق طفرات في الحمض النووي (أضرار الحمض النووي)، يتغير زوج القاعدة C: G إلى عدم تطابق U: G . ف. نتيجة لنقص نظام تصليح عيوب الحمض النووي فيمكن أن تتراكم الطفرات المدمرة.

## البكتريا الحلزونية البوابية
تسبب بكتيريا بيلوري أكثر من 63 ٪ من جميع أمراض سرطان المعدة، والتي تقابل أكثر من 5.5 ٪ من جميع أنواع السرطان في العالم.  كما استعرض تشانغ وبارسونيت،  تتميز عدوى الهليكوباكتر البوابية المزمنة في المعدة البشرية بالالتهاب المزمن. . ويرافق ذلك إطلاق الخلايا الظهارية لأنواع الأكسجين التفاعلية (ROS) وأنواع النيتروجين التفاعلي (RNOS)، متبوعًا بتجميع البلاعم النشطة في موقع الإصابة بالعدوى. تزداد اضرار الحمض النووي أكثر من 8 أضعاف بعد الإصابة بالتهاب الهليكوباكتر البوابية، خاصة إذا كانت الحلزونية البوابية إيجابية للغاية. الزيادة في 8 OHdG من المرجح أن يزيد الطفرة. بالإضافة إلى ذلك، يؤثر الإجهاد التأكسدي، بمستويات عالية من 8-OHdG في الحمض النووي أيضًا على يهدد استقرار الجينوم عن طريق تغيير حالة الكروماتين. مثل هذه التغييرات يمكن أن تؤدي إلى مثيلة غير طبيعية منللجينات المروجة للجينات القامعة للورم.

## السل
السل هو أحد عوامل الخطر لسرطان الرئة.

## فيروسات
الفيروسات هي واحدة من أهم عوامل الخطر لنشوء السرطان في البشر. 
يمكن أن تسبب العدوى بفيروس التهاب الكبد، وخاصة التهاب الكبد B والتهاب الكبد C، عدوى فيروسية مزمنة تؤدي إلى سرطان الكبد في 1 من كل 200 شخص مصاب بالتهاب الكبد B كل عام (أكثر في آسيا، أقل في أمريكا الشمالية)، وفي حوالي 1 من بين كل 45 شخص مصاب بالتهاب الكبد الوبائي كل عام.  الأشخاص المصابون بعدوى التهاب الكبد B المزمن أكثر عرضة للإصابة بسرطان الكبد أكثر من 200 مرة من غير المصابين.   تليف الكبد، سواء من عدوى التهاب الكبد الفيروسي المزمن أو تعاطي الكحول أو بعض الأسباب الأخرى، يرتبط بشكل مستقل مع تطور سرطان الكبد، ومزيج من تليف الكبد والالتهاب الكبدي الفيروسي يمثل أعلى خطر من تطور سرطان الكبد. لأن التهاب الكبد الفيروسي المزمن شائع جدا، وسرطان الكبد مميت جدا، فإن سرطان الكبد هو أحد الأسباب الأكثر شيوعا للوفيات المرتبطة بالسرطان في العالم، وهو شائع بشكل خاص في شرق آسيا وأجزاء من أفريقيا جنوب سارهان.
فيروس الورم الحليمي البشري (HPV) هو فيروس شائع آخر يسبب السرطان. يشتهر فيروس الورم الحليمي البشري بتسببه في الإصابة بالثآليل التناسلية وجميع حالات سرطان عنق الرحم بشكل أساسي، ولكنه قد يصيب أيضًا ويسبب السرطان في أجزاء أخرى من الجسم، بما في ذلك الحنجرة وبطانة الفم والأنف والحلق والشرج والمريء. مسحة عنق الرحم هو اختبار فحص السرطان المستخدم على نطاق واسع لسرطان عنق الرحم. كما توجد اختبارات قائمة على الحمض النووي لتحديد الفيروس.
فيروسات الهربس هي مجموعة ثالثة من الفيروسات المسببة للسرطان. وقد ارتبط نوعان من فيروسات الحلأ مع السرطان: فيروس ابستيشن بار (EBV) وفيروس الهيربس 8 (HHV-8). [30] يبدو أن الـ EBV يسبب كل السرطانات الأنفية البلعومية غير القلوية وبعض حالات الأورام اللمفاوية، بما في ذلك ليمفوما بيركيت - والرابطة بينهما قوية بشكل خاص في أفريقيا - ومرض هودجكين. كما تم العثور على EBV في مجموعة متنوعة من أنواع أخرى من الخلايا السرطانية، على الرغم من أن دورها في التسبب في هذه السرطانات الأخرى ليست ثابتة. KSHV / HHV-8  يسبب جميع حالات ساركوما كابوزي. كل من هذه الفيروسات الحلئية توجد بشكل شائع في الخلايا السرطانية في أورام الغدد الليمفاوية الأولية.  فيروسات الهربس تسبب أيضا السرطان في الحيوانات، وخاصة اللوكيميا والأورام اللمفية. 
كان الفيروس اللمفاوي للخلايا البشرية T (HTLV-1) أول فيروس من عائلة الريترو فيروسات اكتشفه روبرت جالو وزملاؤه في المعاهد الوطنية للصحة. يتسبب الفيروس في سرطان الدم لدى خلايا تي في الكبار، وهو المرض الذي وصفه تاكتسوكي وزملاؤه في اليابان  وغيره من الأمراض العصبية.
يعد فيروس التورام المتعدد للخلايا من ميركل من أكثر الفيروسات المكتشفة حديثًا في البشر، وهو معزول عن أنسجة سرطان الخلايا ميركل في عام 2008،  من نفس المجموعة التي اكتشفت KSHV / HHV-8 في عام 1994، وذلك باستخدام تقنية جديدة تسمى الطرح الترانسكريبتومي الرقمي. ينتج حوالي 80٪ من سرطان الخلايا في ميركل عن فيروسات عملاقة من خلايا ميركل. هذا هو العضو الوحيد في هذه المجموعة من الفيروسات المعروفة بأنها تسبب سرطان الإنسان ولكن الفيروسات الأخرى هي المشتبه بهم لكونها فيروسات إضافية للسرطان.
فيروس نقص المناعة البشرية لا يسبب السرطان مباشرة، لكنه يرتبط بعدد من الأورام الخبيثة، وخاصة ساركوما كابوزي، ورم الغدد اللمفاوية غير هودجكين، سرطان الشرج وسرطان عنق الرحم. كابوكزي ساركوما هو ينتج عن فيروس الهربس البشري 8. وعادة ما تنتج حالات سرطان الشرج وسرطان عنق الرحم المرتبطة بالإيدز من فيروس الورم الحليمي البشري. بعد أن يدمر جهاز المناعة جهاز المناعة، لم يعد الجسم قادراً على التحكم في هذه الفيروسات، وتظهر العدوى بالسرطان. هناك حالات معينة أخرى من عوز المناعة (مثل عوز المناعة المتغير ونقص IgA) مرتبطة أيضًا بزيادة خطر الإصابة بالأورام الخبيثة.

## البكتريا
بالإضافة إلى الفيروسات، يمكن أن تسبب أنواع معينة من البكتيريا بعض أنواع السرطان. المثال الأبرز هو الرابط بين العدوى المزمنة لجدار المعدة بالبكتريا الحلزونية البابية وسرطان المعدة. على الرغم من أن أقلية فقط من المصابين بالهيليكوباكتر ينتج عنها الإصابة بالسرطان، حيث أن هذه العدوى البكتيرية شائعة جدا، فقد تكون مسؤولة عن معظم هذه السرطانات. الآلية التي تسبب في الإصابة بالسرطان قد تتضمن التهابًا مزمنًا.
تحليل للبيانات المصلية التي تقارن عدوى الالتهاب الرئوي السابق في المرضى الذين يعانون من سرطان الرئة أو بدونه، وجدت نتائج تشير إلى أن الإصابة السابقة كانت مرتبطة بزيادة طفيفة في خطر الإصابة بسرطان الرئة.

## طفيليات
البلهارسيا يمكن أن تسبب سرطان المثانة والسرطان في مواقع أخرى. ويبدو أن الالتهاب الناتج عن بيض الدودة هو الآلية التي يحدث بها سرطان الخلايا الحرشفية في المثانة. في آسيا، ترتبط الإصابة بـ بلهارسيا جابونيكم بسرطان القولون والمستقيم. 
ويرتبط داء الدوستوميايز الناجم عن الديدان الكبدية الطفيلية، بسرطان الأوعية الصفراوية في شرق آسيا. 
ترتبط الملاريا بورم ليمفوما بوركيت في أفريقيا، خاصة عند وجودها مع فيروس إبشتاين بار، على الرغم من أنه من غير الواضح ما إذا كان مسببًا. 
وقد اشتمل نوع جديد من الحالات، تم الإبلاغ عنه في عام 2015، على رجل مصاب بنقص المناعة، خضعت الديدان الشريطية له إلى تحول خبيث، مما تسبب في حدوث ورم خبيث من أورام الخلايا الديدانية في جميع أنحاء جسمه. لم يكن هذا السرطان من خلاياه الخاصة ولكن من الطفيليات. هذه الحالة المعزولة ليس لها تأثير جوهري على الصحة العامة ولكنها مثيرة للاهتمام لأنها «آلية مرضية جديدة تربط العدوى والسرطان».